# Nymphopsis cuspidata
Nymphopsis cuspidata is een zeespin uit de familie Ammotheidae. De soort behoort tot het geslacht Nymphopsis. Nymphopsis cuspidata werd in 1910 voor het eerst wetenschappelijk beschreven door Hodgson. 